# Pseudophoxinus sojuchbulagi
Pseudophoxinus sojuchbulagi är en fiskart som först beskrevs av Abdurakhmanov, 1950.  Pseudophoxinus sojuchbulagi ingår i släktet Pseudophoxinus och familjen karpfiskar. Inga underarter finns listade i Catalogue of Life.